# قائمة الرموز الرسومية لأجهزة أشباه الموصلات
هذه قائمة الرموز الرسومية لأجهزة أشباه المُوصِلات (بالإنجليزية: List of graphic symbols for semiconductor devices)‏، وهي جزء من معيار معهد مهندسي الكهرباء والإلكترونيات المُسمّى: "رموز رسومية للمخططات الإلكترونية والكهربائية"، والمعروف اختصاراً بالاسم الرمزي "IEEE 315". بشكل عام، الرموز الرسوميّة في الهندسة الكهربائية هي طريقة اختزال تستعمل لإظهار وظيفة أو اتصال بيني لدارة ما بشكل رسومي، وقد يُمثل الرمز الرسومي دالة لجزء من دارة. أما شبه المُوصِل، أو نصف الناقل، فهو مادة صلبة لها موصلية تقع بين موصلية العازل وموصلية أكثر المعادن، إما بسبب إضافة شائبة أو بسبب تأثيرات الحرارة.
اعتمد معهد مهندسي الكهرباء والإلكترونيات المعيار الأصيل في العام 1975م، ثم أعيد تنسيقه وتوسيعه في العام 1993 ليصبح بشكله الحالي. في هذا المعيار، تبدأ فهارس جميع الرموز الرسومية لأجهزة أشباه الموصلات بالرقم 8، وتضم قائمة الرموز الظرفية 11 عائلة فرعية من الرموز، ويشير الرقم الثاني في الفهرس إلى عائلة الرموز الفرعية التي ينتمي إليها الرمز.
بالإمكان الاطلاع على تطبيق عملي لهذه الرموز في وثيقة المعهد الأمريكي للمعايير القومية المعنونة: "مخططات كهربائية وإلكترونية"(1)، والتي نُشرت في العام 1966م تحت الاسم الرمزي "USAS Yl4.l5-1966".
 معلومات عامة عن كيفية قراءة القائمة: 
- الرموز كلها مُرقّمة ترقيماً مُفهرساً. قُسِّم الفهرس إلى 22 قسماً، تمثل 22 مجموعة من الرموز الرسوميّة، ثُمّ جُزئ كل قسم إلى عوائل فرعيّة بحسب نوع الرموز فيه.
- الفهارس المكتوبة على خلفية بنفسجية، تشير إلى الرموز المُعتمدة من طرف اللجنة الكهروتقنية الدولية.[5]
- الأسماء المكتوبة بالخط مائل: مثال، تشير إلى التسمية المعتمدة في دليل تصنيف المُعرّفات اليدوي الفيدرالي (بالإنجليزية: The Federal Item Identification Guide, Cataloging Handbook H6-1)‏.
- التعبير: مثال تطبيقي، يعني أن الرمز يجمع بين رمزين أو أكثر من رموز المعيار. لا يضّم المعيار جميع الاحتمالات الممكنة للأمثلة التطبيقيّة، ومن الممكن بناء أمثلة تطبيقية أخرى غير موجودة في هذا المعيار.

 معلومات عامة عن كيفية استعمال الرموز الرسومية: 
- ما لم يُذكر خلاف ذلك، يمكن تطبيق الانعكاس المرآتي على رموز الرسوم من غير أن يؤثر ذلك على دلالتها، وفي هذه الحالة لا يُطبَّق الانعكاس على الأحرف والأرقام.
- لا تؤثر ثخانة الخطوط على معنى الرمز، ولكن قد يستخدم خط أكثر ثخانة في بعض الحالات لتعزيز مفهوم ما.
- لا تؤثر زوايا تقاطع الخطوط على وظيفة الرمز الرسومي ما لم يُشر لذلك صراحة.
- جميع الرموز مرسومة على لوحة ذات أبعاد (100x100) بكسل، وثخانة خط الرسم هي 1 بكسل.
- يمكن رسم رموز عناصر أصغر أو أكبر بحسب الحاجة، ويمكن أيضاً، في مخطط ما تصغير أو تكبير بعض الرموز بالنسبة للبقية، ومن المستحسن استعمال قياسين للرموز فقط لا غير ضمن مخطط واحد.
- جميع رموز العناصر مرسومة بأبعاد نسبية متناسبة، ويجب الحفاظ على هذه الأبعاد النسبية عند تكبير أو تصغير الرموز.
- يوجد شكلان من رؤوس الأسهم في هذا المعيار، الأسهم ذات الرؤوس المفتوحة (🡐) والأسهم ذات الرؤوس المغلقة (🠘).

## أجهزة أشباه الموصلات: الترانزستور، ثنائي المساري
- تُعرض رموز أشباه المُوصِلات في هذه القائمة حسب ثلاث أساليب للتمثيل:[6]

- الأسلوب 1: الرموز مكونة من رموز العناصر الرئيسة التي تظهر البنية الداخلية للجهاز. الأسلوب 1 هو أسلوب التمثيل الافتراضي،أي إذا لم يُذكر الأسلوب، فهو الأسلوب الأول.
- الأسلوب 2: تمزج الرموز (خاصةً أجهزة ثنائيات المساري) رموز الميزات الخاصة مع رموز العناصر الرئيسة، وذلك عوضاً عن إظهار رمز الميزة الرئيسة إلى جانب رمزٍ ممثل بالأسلوب 1.
- الأسلوب 3: تتكون الرموز من رموز عناصر تُمثِّل وظيفة الجهاز بغض النظر عن الطريقة التي تؤدَّى بها هذه الوظيفة.

- لا يهدف استعمال الأرقام أو الحروف الموجودة بين أقواس إلى تحديد النهايات الطرفية، ولكنه يُستعمل لإظهار الروابط بين الرسوم المستعملة في القائمة.
- لا يغير اتجاه الرمز من معناه، ولا يتغير المعنى لو عُكس الرمز انعكاساً مرآتياً.
- لو وُجد تتابع ما عند رسم عناصر الرمز، فيلزم الحفاظ عليه لإظهار وظيفة الجهاز إظهاراً واضخاً.

## رموز عناصر أجهزة أشباه الموصلات
| الرقم التسلسلي | أيقونة الرمز | الاسم باللغة العربية | الاسم باللغة الإنكليزية | ملاحظات |
| -------------- | --- | --- | --- | --- |
| 8.2.1          | | منطقة شبه موصل مع تلامس أومي وحيد | Semiconductor region with one ohmic connection | - الخط الأفقي هو منطقة شبه الموصل و الخط الشاقولي هو التلامس الأومي. - لا يُحبَّذ رسم الخط الذي يمثل التلامس الأومي في النهاية الطرفية القصوى للخط الذي يمثل منطقة شبه الموصل. |
| 8.2.1.1        | | منطقة شبه موصل مع تلامسات أومية متعددة | Semiconductor region with a plurality of ohmic connections | تُظهر الأمثلة تلامسين. |
| 8.2.1.1        | | منطقة شبه موصل مع تلامسات أومية متعددة | Semiconductor region with a plurality of ohmic connections | تُظهر الأمثلة تلامسين. |
| 8.2.1.1        | | منطقة شبه موصل مع تلامسات أومية متعددة | Semiconductor region with a plurality of ohmic connections | تُظهر الأمثلة تلامسين. |
| 8.2.2          | - يُحبَّذ أن يكون طول رأس السهم مساوياً لنصف طول المسافة التي تفصل السهم عن منطقة الأساس شبه الموصل. - يُحبَّذ أن يكون المثلث متساوي الأضلاع مملوءاً وأن يمس منطقة الأساس شبه الموصل.                                                                                                 | - يُحبَّذ أن يكون طول رأس السهم مساوياً لنصف طول المسافة التي تفصل السهم عن منطقة الأساس شبه الموصل. - يُحبَّذ أن يكون المثلث متساوي الأضلاع مملوءاً وأن يمس منطقة الأساس شبه الموصل.                                                                                                 | - يُحبَّذ أن يكون طول رأس السهم مساوياً لنصف طول المسافة التي تفصل السهم عن منطقة الأساس شبه الموصل. - يُحبَّذ أن يكون المثلث متساوي الأضلاع مملوءاً وأن يمس منطقة الأساس شبه الموصل.                                                                                                 | - يُحبَّذ أن يكون طول رأس السهم مساوياً لنصف طول المسافة التي تفصل السهم عن منطقة الأساس شبه الموصل. - يُحبَّذ أن يكون المثلث متساوي الأضلاع مملوءاً وأن يمس منطقة الأساس شبه الموصل. |
| 8.2.2.1        | | وصلة تقويم أو وصلة تؤثر على طبقة الافتقار، منطقة P ومنطقة N | Rectifying junction or junction which influences a depletion layer، P region N region | - |
| 8.2.2.1        | - | وصلة تقويم أو وصلة تؤثر على طبقة الافتقار، منطقة P ومنطقة N | Rectifying junction or junction which influences a depletion layer، P region N region | |
| 8.2.2.2        | | وصلة تقويم أو وصلة تؤثر على طبقة الافتقار، منطقة N ومنطقة P | Rectifying junction or junction which influences a depletion layer، N region P region | - |
| 8.2.2.2        | - | وصلة تقويم أو وصلة تؤثر على طبقة الافتقار، منطقة N ومنطقة P | Rectifying junction or junction which influences a depletion layer، N region P region | |
| 8.2.3          | | منطقة شبه موصل من النوع المحسن مع تلامسات أومية متعددة ووصلة تقويم | Enhancement-type semiconductor region with plurality of ohmic connections and a rectifyingele junction | - يُحبَّذ أن تُرسم أجزاء خط القناة المتقطِّع الذي يضم تلامسات أومية أطول بوضوح مقارنةً مع قسم القناة المركزي. - يُحبَّذ أن تكون فجوات القناة متساوية الطول ومساوية تقريباً لطول القناة المركزي. |
| 8.2.4          | - يُمثِّل الخطُ المائل ذو السهم الباعثَ. يُحبَّذ أن يكون طول رأس السهم في رموز البواعث من النوعين N و P مساوياً لنصف طول المسافة التي تفصل السهم عن منطقة الأساس شبه الموصل. - يُحبَّذ أن يُرسم رمز عنصر الباعث بزاوية مساوية لقرابة 60 درجة مع رمز منطقة الأساس شبه الموصل.               | - يُمثِّل الخطُ المائل ذو السهم الباعثَ. يُحبَّذ أن يكون طول رأس السهم في رموز البواعث من النوعين N و P مساوياً لنصف طول المسافة التي تفصل السهم عن منطقة الأساس شبه الموصل. - يُحبَّذ أن يُرسم رمز عنصر الباعث بزاوية مساوية لقرابة 60 درجة مع رمز منطقة الأساس شبه الموصل.               | - يُمثِّل الخطُ المائل ذو السهم الباعثَ. يُحبَّذ أن يكون طول رأس السهم في رموز البواعث من النوعين N و P مساوياً لنصف طول المسافة التي تفصل السهم عن منطقة الأساس شبه الموصل. - يُحبَّذ أن يُرسم رمز عنصر الباعث بزاوية مساوية لقرابة 60 درجة مع رمز منطقة الأساس شبه الموصل.               | - يُمثِّل الخطُ المائل ذو السهم الباعثَ. يُحبَّذ أن يكون طول رأس السهم في رموز البواعث من النوعين N و P مساوياً لنصف طول المسافة التي تفصل السهم عن منطقة الأساس شبه الموصل. - يُحبَّذ أن يُرسم رمز عنصر الباعث بزاوية مساوية لقرابة 60 درجة مع رمز منطقة الأساس شبه الموصل.                                                                                       |
| 8.2.4.1        | | باعث على منطقة ذات نوع غير متشابه معه الموصلية، باعث من النوع P على منطقة من النوع N | Emitter on region of dissimilar-conductivity type, P emitter on N region | - |
| 8.2.4.1.1      | | بواعث P متعددة على منطقة N | Plurality of P emitters on N region | - |
| 8.2.4.2        | | باعث على منطقة ذات نوع غير متشابه معه في الموصلية، باعث N على منطقة P | Emitter on region of dissimilar-conductivity type, N emitter on P region | - |
| 8.2.4.2.1      | | بواعث N متعددة على منطقة P | Plurality of N emitters on P region | - |
| 8.2.5          | | مُجمِّع على منطقة ذات نوع غير متشابه معه الموصلية | Collector on region of dissimilar-conductivity type | - يُمثِّل الخطُ المائل المُجمِّع. - يُحبَّذ أن يُرسم رمز عنصر المُجمِّع بزاوية مساوية لقرابة 60 درجة مع رمز منطقة الأساس شبه الموصل. |
| 8.2.5.1        | | مُجمِّعات مُتعدِّدة على منطقة ذات نوع غير متشابه معها في الموصلية | Plurality of collectors on region of dissimilar-conductivity type | - |
| 8.2.6          | | انتقال بين مناطق ذات أنواع غير متشابهة في الموصلية، إما P إلى N أو N إلى P | Transition between regions of dissimilar-conductivity types, either P to N or N to P | - يُحدِّد الخط القصير المائل النقطة التي يحصل فيها التغيير على الخط الأفقي من P إلى N أو من N إلى P. - لا يُحبَّذ عمل أي تلامسات مع الخط القصير المائل. - يُحبَّذ أن تُرسم رموز عناصر الانتقال بزاوية مساوية لقرابة 60 درجة مع رمز منطقة الأساس شبه الموصل. - يُحبَّذ أن تكون الخطوط القصيرة المستعملة في رموز الانتقال أقصر قصراً ملحوظاً من رمزي المُجمِّع أو الباعث. |
| 8.2.7          | - منطقة ذاتية حملة الشحنات بين منطقتين - تقع المنطقة الذاتية بين الخطين المائلين المتصلين. | - منطقة ذاتية حملة الشحنات بين منطقتين - تقع المنطقة الذاتية بين الخطين المائلين المتصلين. | - منطقة ذاتية حملة الشحنات بين منطقتين - تقع المنطقة الذاتية بين الخطين المائلين المتصلين. | - منطقة ذاتية حملة الشحنات بين منطقتين - تقع المنطقة الذاتية بين الخطين المائلين المتصلين. |
| 8.2.7.1        | | بين منطقتين ذات نوعين غير متشابهين معه في الموصلية، أي إما PIN أو NIP | Between regions of dissimilar-conductivity type, either PIN or NIP | - |
| 8.2.7.2        | | بين منطقتين ذات نوعين متشابهين معه في الموصلية، أي إما PIP أو NIN | Between regions of dissimilar-conductivity type, either PIP or NIN | - |
| 8.2.7.3        | | بين مجمع ومنطقة ذات نوع غير متشابه مع في الموصلية، أي إما PIN أو NIP | Between regions of dissimilar-conductivity type, either PIP or NIN | يُضاف التلامس مع المُجمِّع إلى الخط المائل الأطول. |
| 8.2.7.4        | | بين مجمع ومنطقة ذات نوع متشابه معه الموصلية، أي إما PIP أو NIN | Between regions of dissimilar-conductivity type, either PIP or NIN | يُضاف التلامس مع المُجمِّع إلى الخط المائل الأطول. |
| 8.2.8          | - بوابة معزولة. - يُرسم عنصر البوابة المعزولة على شكل حرف L اللاتيني، ويُفصل بفراغ عن القناة الواصلة بين التلامسات الأومية ويكون موازياً لها. - تُرسَم زاوية عنصر البوابة في مقابل تلامس المنبع الأومي المُفضَّل.                                                                     | - بوابة معزولة. - يُرسم عنصر البوابة المعزولة على شكل حرف L اللاتيني، ويُفصل بفراغ عن القناة الواصلة بين التلامسات الأومية ويكون موازياً لها. - تُرسَم زاوية عنصر البوابة في مقابل تلامس المنبع الأومي المُفضَّل.                                                                     | - بوابة معزولة. - يُرسم عنصر البوابة المعزولة على شكل حرف L اللاتيني، ويُفصل بفراغ عن القناة الواصلة بين التلامسات الأومية ويكون موازياً لها. - تُرسَم زاوية عنصر البوابة في مقابل تلامس المنبع الأومي المُفضَّل.                                                                     | - بوابة معزولة. - يُرسم عنصر البوابة المعزولة على شكل حرف L اللاتيني، ويُفصل بفراغ عن القناة الواصلة بين التلامسات الأومية ويكون موازياً لها. - تُرسَم زاوية عنصر البوابة في مقابل تلامس المنبع الأومي المُفضَّل. |
| 8.2.8.1        | | بوابة واحدة | One gate | - |
| 8.2.8.2        | | بوابات مُتعدِّدة | Between regions of dissimilar-conductivity type, either PIP or NIN | - تظهر بوابتان في المثال. - تُرسم عناصر البوابات المعزولة بأي طول مناسب كافٍ لإظهار البوابة. - يُرسم عنصر البوابة المعزولة مقابلاً للمنبع المُفضَّل بصفته بوابةً رئيسة، أما البوابات الإضافية، فهي بوابات ثانوية. |
| 8.2.9          | - بوابة، مسرى تحكُّم كهربائي. - تُستعمل حصراً مع رموز الأسلوب 3. - يُحبَّذ أن يُرسم عنصر البوابة بزاوية قرابة 30 درجة مع محور رمز ثنائي المساري، ويُحبّّذ أن تلمس المِصعد أو المهبط في نقطة تقع تقريباً في منتصف الخط الواصل بين الخط المركزي للرمز ورمز النهاية الطرفية للمصعد أو للمهبط. | - بوابة، مسرى تحكُّم كهربائي. - تُستعمل حصراً مع رموز الأسلوب 3. - يُحبَّذ أن يُرسم عنصر البوابة بزاوية قرابة 30 درجة مع محور رمز ثنائي المساري، ويُحبّّذ أن تلمس المِصعد أو المهبط في نقطة تقع تقريباً في منتصف الخط الواصل بين الخط المركزي للرمز ورمز النهاية الطرفية للمصعد أو للمهبط. | - بوابة، مسرى تحكُّم كهربائي. - تُستعمل حصراً مع رموز الأسلوب 3. - يُحبَّذ أن يُرسم عنصر البوابة بزاوية قرابة 30 درجة مع محور رمز ثنائي المساري، ويُحبّّذ أن تلمس المِصعد أو المهبط في نقطة تقع تقريباً في منتصف الخط الواصل بين الخط المركزي للرمز ورمز النهاية الطرفية للمصعد أو للمهبط. | - بوابة، مسرى تحكُّم كهربائي. - تُستعمل حصراً مع رموز الأسلوب 3. - يُحبَّذ أن يُرسم عنصر البوابة بزاوية قرابة 30 درجة مع محور رمز ثنائي المساري، ويُحبّّذ أن تلمس المِصعد أو المهبط في نقطة تقع تقريباً في منتصف الخط الواصل بين الخط المركزي للرمز ورمز النهاية الطرفية للمصعد أو للمهبط.                                                                         |
| 8.2.9.1        | بوابة (تلامس خارجي). | بوابة (تلامس خارجي). | بوابة (تلامس خارجي). | بوابة (تلامس خارجي). |
| 8.2.9.1.1      | | عام | General | رمز عام |
| 8.2.9.1.2      | | ذات ميزة إيقاف | Having a turn-off gate | يُحبَّذ أن تُحدد الميزة الخاصة بواسطة خط قصير يقطع سلك البوابة. |
| 8.2.9.2        | | بوابة (من غير تلامس خارجي) | Gate (no external connection) | لا يُحبَّذ أن يمتد السلك إلى غلاف الرمز، إن وُجد، لغياب التلامس الخارجي مع البوابة. |

## مؤشرات لميزات خاصة
- تُحبَّذ، لو كان ضرورياً الإشارة إلى ميزة خاصة، أو وظيفة، جوهرية لعمل الدارة بإحدى طريقتين:[7]

1. بواسطة رمز إضافي يوضع ضمن المُغلَّف أو بجانب الرمز، كما في رموز الأسلوب 1.
2. يُضمَّن بصفته جزءاً من الرمز، كما في رموز الأسلوب 2.

- إن اتجاهية المؤشرات للميزات الخاصة في الأسلوب 1 بالنسبة للرمز الأساس ذات دلالة، ويؤدي تغييرها إلى تغيير في معنى الرمز.
- الرموز في هذا القسم متوافقة مع الأسلوب 1.

| الرقم التسلسلي | أيقونة الرمز | الاسم باللغة العربية | الاسم باللغة الإنكليزية | ملاحظات                                    |
| -------------- | ------------ | -------------------- | ----------------------- | ------------------------------------------ |
| 8.3.1          |              | انهياري              | Breakdown               | لا يُدوَّر ولا يُستعمل في أشكال منعكسة مرآتياً. |
| 8.3.2          |              | نفقي                 | Tunneling               | -                                          |
| 8.3.3          |              | عكسي                 | Backward                | -                                          |
| 8.3.4          |              | سعوي                 | Capacitive              | -                                          |

## قواعد رسم الرموز وفقاً للأسلوب الأول
- يُبدأ، عند رسم رمز جهاز ما، من المسرى الكهربائي الذي تكون قطبيته معلومة، وغالباً ما يكون الباعث، ثُمَّ تتواصل العملية لعرض مناطق الجهاز منفصلة، وتضاف التلامسات الأومية في المرحلة الأخيرة.
- ترتبط الحروف والأرقام والكلمات الموجودة بين أقواس بالشروح في المعيار، ولا يُقصد بها ترقيم نهاية الأجهزة الطرفية أو تعريفها، وهي ليست جزءاً من الرمز.

| اسم النهاية الطرفية  | الاسم الإنكليزية | الحرف | اسم النهاية الطرفية | الاسم الإنكليزية | الحرف |
| -------------------- | ---------------- | ----- | ------------------- | ---------------- | ----- |
| مِصعَد                 | Anode            | A     | قاعدة               | Base             | B     |
| مُجمِّع                 | Collector        | C     | مَصرِف                | Drain            | D     |
| باعث                 | Emitter          | E     | بوابة               | Gate             | G     |
| مِهبَط                 | Cathod           | K     | مَنبَع                | Source           | S     |
| نهاية طرفية رئيسة(1) | Main Terminal    | T     | مِصعَد                | Substrate (bulk) | U     |

| الرقم التسلسلي | أيقونة الرمز | الاسم باللغة العربية | الاسم باللغة الإنكليزية | ملاحظات |
| -------------- | ------------ | -------------------- | ----------------------- | --- |
| 8.4.1(2)       |              | ترانزستور PNP        | PNP Transistor          | مثال عن جهاز ثلاثي العناصر.                                                                                                  |
| 8.4.1          |              | ترانزستور PNP        | PNP Transistor          | - مثال عن جهاز ثلاثي العناصر. - إنشاء الرمز باستعمال الرموز 8.2.1 و8.2.4.1 و8.2.5 تتابعاً.                                    |
| 8.4.2(3)       |              | جهاز PNINIP          | PNINIP device           | مثال عن جهاز معقد متعدد البواعث ومتعدد القواعد.                                                                              |
| 8.4.2(4)       |              | جهاز PNINIP          | PNINIP device           | - مثال عن جهاز معقد متعدد البواعث ومتعدد القواعد. - إنشاء الرمز باستعمال الرموز 8.2.1.1 و8.2.4.1.1 و8.2.7.2 و8.2.7.3 تتابعاً. |

## أمثلة لتطبيقات

### ثنائية النهايات الطرفية
| الرقم التسلسلي | أيقونة الرمز                                                                    | الاسم باللغة العربية                                                            | الاسم باللغة الإنكليزية                                                         | ملاحظات                                                                         |
| -------------- | ------------------------------------------------------------------------------- | ------------------------------------------------------------------------------- | ------------------------------------------------------------------------------- | ------------------------------------------------------------------------------- |
| 8.5.1          |                                                                                 | ثنائي مساري شبه مُوصِل، ثنائي مساري مُقوِّم شبه مُوصِل، مُقوِّم فلزي                      | Semiconductor diode; semiconductor rectifier diode; metallic rectifier          | -                                                                               |
| 8.5.2          |                                                                                 | ثنائي مساري سعوي (متغير السعة)                                                  | Capacitive diode (varactor)                                                     | -                                                                               |
| 8.5.2          |                                                                                 | ثنائي مساري سعوي (متغير السعة)                                                  | Capacitive diode (varactor)                                                     | -                                                                               |
| 8.5.3          |                                                                                 | ثنائي مساري مرتبط بدرجة الحرارة                                                 | Temperature-dependent diode                                                     | -                                                                               |
| 8.5.4          | ثنائي مساري ضوئي                                                                | ثنائي مساري ضوئي                                                                | ثنائي مساري ضوئي                                                                | ثنائي مساري ضوئي                                                                |
| 8.5.4.1        |                                                                                 | النوع المُستشعِر للضوء                                                            | Photosensitive type                                                             | -                                                                               |
| 8.5.4.2        |                                                                                 | النوع الباعث للضوء                                                              | Photoemissive type                                                              | -                                                                               |
| 8.5.4.3        | ثنائي مساري ضوئي ثنائي الاتجاه، ثنائي مساري ضوئي مزدوج - (النوع المُستشعِر للضوء) | ثنائي مساري ضوئي ثنائي الاتجاه، ثنائي مساري ضوئي مزدوج - (النوع المُستشعِر للضوء) | ثنائي مساري ضوئي ثنائي الاتجاه، ثنائي مساري ضوئي مزدوج - (النوع المُستشعِر للضوء) | ثنائي مساري ضوئي ثنائي الاتجاه، ثنائي مساري ضوئي مزدوج - (النوع المُستشعِر للضوء) |
| 8.5.4.3.1      |                                                                                 | النوع NPN                                                                       | NPN type                                                                        | -                                                                               |
| 8.5.4.3.2      |                                                                                 | النوع PNP                                                                       | PNP type                                                                        | -                                                                               |
| 8.5.4.4        |                                                                                 | النوع المُستشعِر للضوء: قطعتان، مع سلك مهبط مشترك                                 | Photosensitive type - 2-segment, with common cathode lead                       | -                                                                               |
| 8.5.4.5        |                                                                                 | النوع المُستشعِر للضوء: أربع ثنائيات مساري مع سلك مهبط مشترك                      | Photosensitive type - 4-quadrant, with common cathode lead                      | -                                                                               |
| 8.5.5          |                                                                                 | ثنائي مساري تخزين                                                               | Storage diode                                                                   | -                                                                               |
| 8.5.6          | ثنائي مساري انهياري، ماص للجهد الفائض                                           | ثنائي مساري انهياري، ماص للجهد الفائض                                           | ثنائي مساري انهياري، ماص للجهد الفائض                                           | ثنائي مساري انهياري، ماص للجهد الفائض                                           |
| 8.5.6.1        |                                                                                 | ثنائي مساري وحيد الاتجاه، مُنظِّم جهد                                              | Unidirectional diode; voltage regulator                                         | الأسلوب 1.                                                                      |
| 8.5.6.1        | الأسلوب 1.                                                                      | ثنائي مساري وحيد الاتجاه، مُنظِّم جهد                                              | Unidirectional diode; voltage regulator                                         |                                                                                 |
| 8.5.6.1        | الأسلوب 2.                                                                      | ثنائي مساري وحيد الاتجاه، مُنظِّم جهد                                              | Unidirectional diode; voltage regulator                                         |                                                                                 |
| 8.5.6.2        |                                                                                 | ثنائي مساري ثنائي الاتجاه                                                       | Bidirectional diode                                                             | الأسلوب 1.                                                                      |
| 8.5.6.2        |                                                                                 | ثنائي مساري ثنائي الاتجاه                                                       | Bidirectional diode                                                             | الأسلوب 2.                                                                      |
| 8.5.6.3        | ثنائي مساري انهياري سالب المقاومة وحيد الاتجاه                                  | ثنائي مساري انهياري سالب المقاومة وحيد الاتجاه                                  | ثنائي مساري انهياري سالب المقاومة وحيد الاتجاه                                  | ثنائي مساري انهياري سالب المقاومة وحيد الاتجاه                                  |
| 8.5.6.3.1      |                                                                                 | النوع NPN                                                                       | NPN-type                                                                        | -                                                                               |
| 8.5.6.3.2      |                                                                                 | النوع PNP                                                                       | PNP-type                                                                        | -                                                                               |
| 8.5.4.3        | ثنائي مساري انهياري سالب المقاومة ثنائي الاتجاه                                 | ثنائي مساري انهياري سالب المقاومة ثنائي الاتجاه                                 | ثنائي مساري انهياري سالب المقاومة ثنائي الاتجاه                                 | ثنائي مساري انهياري سالب المقاومة ثنائي الاتجاه                                 |
| 8.5.6.4.1      |                                                                                 | النوع NPN                                                                       | NPN-type                                                                        | -                                                                               |
| 8.5.6.4.2      |                                                                                 | النوع PNP                                                                       | PNP-type                                                                        | -                                                                               |
| 8.7.1          | ثنائيات مساري نفقية وعكسية                                                      | ثنائيات مساري نفقية وعكسية                                                      | ثنائيات مساري نفقية وعكسية                                                      | ثنائيات مساري نفقية وعكسية                                                      |
| 8.5.7.1        |                                                                                 | ثنائي مساري نفقي                                                                | Tunnel diode                                                                    | الأسلوب 1.                                                                      |
| 8.5.7.1        |                                                                                 | ثنائي مساري نفقي                                                                | Tunnel diode                                                                    | -                                                                               |
| 8.5.7.1        |                                                                                 | ثنائي مساري نفقي                                                                | Tunnel diode                                                                    | الأسلوب 2.                                                                      |
| 8.5.7.2        |                                                                                 | ثنائي عكسي، مُقوِّم نفقي                                                           | Backward diode; tunnel rectifier                                                | الأسلوب 1.                                                                      |
| 8.5.7.2        | -                                                                               | ثنائي عكسي، مُقوِّم نفقي                                                           | Backward diode; tunnel rectifier                                                |                                                                                 |
| 8.5.7.2        | الأسلوب 2.                                                                      | ثنائي عكسي، مُقوِّم نفقي                                                           | Backward diode; tunnel rectifier                                                |                                                                                 |
| 8.5.8          | المِقداح (ثايرستور)، من نوع ثنائي المساري عكسي المنع                             | المِقداح (ثايرستور)، من نوع ثنائي المساري عكسي المنع                             | المِقداح (ثايرستور)، من نوع ثنائي المساري عكسي المنع                             | المِقداح (ثايرستور)، من نوع ثنائي المساري عكسي المنع                             |
| 8.5.8.1        |                                                                                 | عام                                                                             | General                                                                         | الأسلوب 1.                                                                      |
| 8.5.8.1        |                                                                                 | عام                                                                             | General                                                                         | -                                                                               |
| 8.5.8.1        |                                                                                 | عام                                                                             | General                                                                         | الأسلوب 3.                                                                      |
| 8.5.8.2        |                                                                                 | النوع المُفعَّل ضوئياً                                                              | Light-activated type                                                            | الأسلوب 1.                                                                      |
| 8.5.8.2        |                                                                                 | النوع المُفعَّل ضوئياً                                                              | Light-activated type                                                            | -                                                                               |
| 8.5.8.2        |                                                                                 | النوع المُفعَّل ضوئياً                                                              | Light-activated type                                                            | الأسلوب 3.                                                                      |
| 8.5.9          |                                                                                 | مِقداح (ثايرستور): من النوع ثنائي المساري وثنائي الاتجاه، مفتاح ثنائي            | Thyristor, bidirectional diode-type; bi-switch                                  | -                                                                               |
| 8.5.10         |                                                                                 | ترانزستور ضوئي (النوع NPN)                                                      | Phototransistor (NPN-type)                                                      | من غير تلامس خارجي للقاعدة.                                                     |
| 8.5.11         |                                                                                 | مُقوِّم تيار                                                                       | Current regulator                                                               | -                                                                               |
| 8.5.12         |                                                                                 | ثنائي مساري من النوع PIN                                                        | PIN-type diode                                                                  | -                                                                               |
| 8.5.13         |                                                                                 | ثنائي مساري مُعوِّض خطوة                                                           | Step recovery diode regulator                                                   | -                                                                               |

### ثلاثية الأطراف أو أكثر
| الرقم التسلسلي | أيقونة الرمز | الاسم باللغة العربية | الاسم باللغة الإنكليزية | ملاحظات |
| -------------- | --- | --- | --- | --- |
| 8.6.1          | | ترانزستور PNP | PNP transistor | أيضاً ترانزستور PNIP، إذا كان إهمال منطقة حملة الشحنات الذاتية لن يسبب غموضاً.                                             |
| 8.6.1.1        | | - | - | مثال تطبيقي: ترانزستور PNP يلامس أحد مساريه الكهربائية مغلف الإحاطة (مسرى المُجمِّع في هذه الحالة).                         |
| 8.6.2          | | ترانزستور NPN | NPN transistor | أيضاً ترانزستور NPIN، إذا كان إهمال منطقة حملة الشحنات الذاتية لن يسبب غموضاً.                                             |
| 8.6.2.1        | | - | - | مثال تطبيقي: ترانزستور NPN مع بواعث متعددة (تظهر 4 بواعث).                                                               |
| 8.6.3          | | ترانستور NPN مع قاعدة مستعرضة التحييز                                                                                    | NPN transistor with transverse-biased base                                                                                            | - |
| 8.6.4          | | ترانزستور PNIP مع تلامس أومي للمنطقة ذاتية حوامل الشحنة                                                                  | PNIP transistor with ohmic connection to the intrinsic region.                                                                        | - |
| 8.6.5          | | ترانزستور NPIN مع تلامس أومي للمنطقة ذاتية حوامل الشحنة                                                                  | NPIN transistor with ohmic connection to the intrinsic region                                                                         | - |
| 8.6.6          | | ترانزستور PNIN مع تلامس أومي للمنطقة ذاتية حوامل الشحنة                                                                  | PNIN transistor with ohmic connection to the intrinsic region                                                                         | - |
| 8.6.7          | | ترانزستور NPIP مع تلامس أومي للمنطقة ذاتية حوامل الشحنة                                                                  | NPIP transistor with ohmic connection to the intrinsic region                                                                         | - |
| 8.6.8          | | ترانزستور وحيد الوصلة مع قاعدة من النوع N                                                                                | Unijunction transistor with N-type base                                                                                               | - |
| 8.6.9          | | ترانزستور وحيد الوصلة مع قاعدة من النوع P                                                                                | Unijunction transistor with P-type base                                                                                               | - |
| 8.6.10         | ترانزستور الأثر الحقلي مع قناة N (بوابة وصل وبوابة معزولة)                                                               | ترانزستور الأثر الحقلي مع قناة N (بوابة وصل وبوابة معزولة)                                                               | ترانزستور الأثر الحقلي مع قناة N (بوابة وصل وبوابة معزولة)                                                                            | ترانزستور الأثر الحقلي مع قناة N (بوابة وصل وبوابة معزولة)                                                               |
| 8.6.10.1       | | بوابة وصل ذات قناة من النوع N                                                                                            | N-channel junction gate | - |
| 8.6.10.1       | | بوابة وصل ذات قناة من النوع N                                                                                            | N-channel junction gate | عنصر بوابة الوصل في مقابل المنبع المُفضَّل                                                                                  |
| 8.6.10.2       | | جهاز ثلاثي الطرفيات ذو بوابة معزولة ذات قناة N مفتقر النوع، ووحيد البوابة، بركيزة (أساس) غير فعَّالة                       | N-channel insulated-gate, depletion-type, single-gate, passive-bulk (substrate) three-terminal device                                 | - |
| 8.6.10.3       | | جهاز ثلاثي الطرفيات ذو بوابة معزولة ذات قناة N مفتقر النوع، ووحيد البوابة، بركيزة (أساس) فعّالة تنتهي داخلياً إلى المنبع   | N-channel insulated-gate, depletion-type, single-gate, active-bulk (substrate) internally terminated to source, three-terminal device | - |
| 8.6.10.4       | | جهاز رباعي الطرفيات ذو بوابة معزولة ذات قناة N مفتقر النوع، ووحيد البوابة، بركيزة (أساس) فعّالة، تنتهي خارجياً إلى المنبع  | N-channel insulated-gate, depletion-type, single-gate, active-bulk (substrate) externally terminated, four-terminal device            | - |
| 8.6.10.4.1     | | - | - | مثال تطبيقي: جهاز خماسي الطرفيات ذو بوابتين معزولتين ذات قناة N مُفتقِر النوع.                                             |
| 8.6.10.5       | | جهاز رباعي الطرفيات ذو بوابة معزولة ذات قناة N مُحسَّن النوع، ووحيد البوابة، بركيزة (أساس) فعّالة، تنتهي خارجياً إلى المنبع   | N-channel insulated-gate, depletion-type, single-gate, active-bulk (substrate) externally terminated, four-terminal device            | - |
| 8.6.10.5.1     | | - | - | مثال تطبيقي: جهاز خماسي الطرفيات ذو بوابتين معزولتين ذات قناة N مُحسَّن النوع.                                              |
| 8.6.11         | ترانزستور الأثر الحقلي مع قناة P (بوابة وصل وبوابة معزولة)                                                               | ترانزستور الأثر الحقلي مع قناة P (بوابة وصل وبوابة معزولة)                                                               | ترانزستور الأثر الحقلي مع قناة P (بوابة وصل وبوابة معزولة)                                                                            | ترانزستور الأثر الحقلي مع قناة P (بوابة وصل وبوابة معزولة)                                                               |
| 8.6.11.1       | | بوابة وصل ذات قناة من النوع P                                                                                            | P-channel junction gate | - |
| 8.6.11.1       | | بوابة وصل ذات قناة من النوع P                                                                                            | P-channel junction gate | عنصر بوابة الوصل في مقابل المنبع المُفضَّل.                                                                                 |
| 8.6.11.2       | | جهاز ثلاثي الطرفيات ذو بوابة معزولة ذات قناة P مفتقر النوع، ووحيد البوابة، بركيزة (أساس) غير فعَّالة                       | P-channel insulated-gate, depletion-type, single-gate, passive-bulk (substrate) three-terminal device                                 | - |
| 8.6.11.3       | | جهاز ثلاثي الطرفيات ذو بوابة معزولة ذات قناة P مفتقر النوع، ووحيد البوابة، بركيزة (أساس) فعّالة تنتهي داخلياً إلى المنبع   | P-channel insulated-gate, depletion-type, single-gate, active-bulk (substrate) internally terminated to source, three-terminal device | - |
| 8.6.11.4       | | جهاز رباعي الطرفيات ذو بوابة معزولة ذات قناة P مفتقر النوع، ووحيد البوابة، بركيزة (أساس) فعّالة، تنتهي خارجياً إلى المنبع  | P-channel insulated-gate, depletion-type, single-gate, active-bulk (substrate) externally terminated, four-terminal device            | - |
| 8.6.11.4.1     | | - | - | مثال تطبيقي: جهاز خماسي الطرفيات ذو بوابتين معزولتين ذات قناة P مُفتقِر النوع.                                             |
| 8.6.11.5       | | جهاز رباعي الطرفيات ذو بوابة معزولة ذات قناة P مُحسَّن النوع، ووحيد البوابة، بركيزة (أساس) فعّالة، تنتهي خارجياً إلى المنبع   | P-channel insulated-gate, depletion-type, single-gate, active-bulk (substrate) externally terminated, four-terminal device            | - |
| 8.6.11.5.1     | | - | - | مثال تطبيقي: جهاز خماسي الطرفيات ذو بوابتين معزولتين ذات قناة P مُحسَّن النوع.                                              |
| 8.6.12         | مقداح (ثايرستور)، من النوع ثلاثي المساري عكسي المنع، ذو بوابة من النوع N، أو مقوم متحكم به شبه موصل ذو بوابة من النوع N. | مقداح (ثايرستور)، من النوع ثلاثي المساري عكسي المنع، ذو بوابة من النوع N، أو مقوم متحكم به شبه موصل ذو بوابة من النوع N. | مقداح (ثايرستور)، من النوع ثلاثي المساري عكسي المنع، ذو بوابة من النوع N، أو مقوم متحكم به شبه موصل ذو بوابة من النوع N.              | مقداح (ثايرستور)، من النوع ثلاثي المساري عكسي المنع، ذو بوابة من النوع N، أو مقوم متحكم به شبه موصل ذو بوابة من النوع N. |
| 8.6.12.1       | | عام | General | الأسلوب 1. |
| 8.6.12.1       | | عام | General | الأسلوب 3. |
| 8.6.12.2       | | ذو بوابة إيقاف | Gate turn-off type | الأسلوب 3. |
| 8.6.13         | مقداح (ثايرستور)، من النوع ثلاثي المساري عكسي المنع، ذو بوابة من النوع P، أو مقوم متحكم به شبه موصل ذو بوابة من النوع P. | مقداح (ثايرستور)، من النوع ثلاثي المساري عكسي المنع، ذو بوابة من النوع P، أو مقوم متحكم به شبه موصل ذو بوابة من النوع P. | مقداح (ثايرستور)، من النوع ثلاثي المساري عكسي المنع، ذو بوابة من النوع P، أو مقوم متحكم به شبه موصل ذو بوابة من النوع P.              | مقداح (ثايرستور)، من النوع ثلاثي المساري عكسي المنع، ذو بوابة من النوع P، أو مقوم متحكم به شبه موصل ذو بوابة من النوع P. |
| 8.6.13.1       | | عام | General | الأسلوب 1. |
| 8.6.13.1       | | عام | General | الأسلوب 3. |
| 8.6.13.2       | | ذو بوابة إيقاف | Gate turn-off type | الأسلوب 3. |
| 8.6.14         | | المقداح (ثايرستور)، من النوع ثلاثي المساري عكسي المنع، مفتاح مُتحكَّم به من مادة شبه موصلة                                  | Thyristor, reverse-blocking triode-type, semiconductor controlled switch                                                              | الأسلوب 1. |
| 8.6.14         | | المقداح (ثايرستور)، من النوع ثلاثي المساري عكسي المنع، مفتاح مُتحكَّم به من مادة شبه موصلة                                  | Thyristor, reverse-blocking triode-type, semiconductor controlled switch                                                              | الأسلوب 3. |
| 8.6.15         | | المقداح (ثايرستور)، من النوع ثلاثي المساري ثنائي الاتجاه، ثلاثي المساري للتيار المتردد (ترياك)، مفتاح ذو بوابة           | Thyristor, bidirectional triode-type, gated switch                                                                                    | الأسلوب 3. |
| 8.6.16         | | ترانزستور ضوئي (النوع PNP)                                                                                               | Phototansistor (NPN-type) | - |
| 8.6.17         | | ترانزستور دارلينغتون (النوع NPN)                                                                                         | Darlington (NPN-type) | - |

## الخلايا الحساسة للضوء
| الرقم التسلسلي | أيقونة الرمز | الاسم باللغة العربية                                        | الاسم باللغة الإنكليزية                                                     | ملاحظات |
| -------------- | ------------ | ----------------------------------------------------------- | --------------------------------------------------------------------------- | ------- |
| 8.7.3          |              | محول كهرضوئي، خلية ضوئية حاجزة، خلية طبقة المنع، خلية شمسية | Photovoltaic transducer; barrier photocell; blocking-layer cell; solar cell | -       |

## أشباه الموصلات المقترنة حرارياً
| الرقم التسلسلي | أيقونة الرمز | الاسم باللغة العربية | الاسم باللغة الإنكليزية | ملاحظات |
| -------------- | ------------ | -------------------- | ----------------------- | ------- |
| 8.8.1          |              | قياس الحرارة         | Temperature-measuring   | -       |
| 8.8.2          |              | قياس التيار          | Current-measuring       | -       |

## عنصر هول
| الرقم التسلسلي | أيقونة الرمز | الاسم باللغة العربية | الاسم باللغة الإنكليزية      | ملاحظات |
| -------------- | ------------ | -------------------- | ---------------------------- | --- |
| 8.9            |              | عنصر هول، مُولِّد هول   | Hall element, Hall generator | - W وX هما نهايتا التيار وY وZ هما نهايتا خرج الجهد. استعملت الحروف للشرح وهي ليست جزءاً من الرمز. - إذا أظهرت رموز القطبية، فيلزم تحديد اتجاه الحقل المغناطيسي. |

## العوزال المقترنة ضوئياً
| الرقم التسلسلي | أيقونة الرمز | الاسم باللغة العربية | الاسم باللغة الإنكليزية | ملاحظات |
| -------------- | ------------ | -------------------- | ----------------------- | --- |
| 8.10.1         |              | عام                  | General                 | - T هو المُرسِل (بالإنجليزية: Transmitter)‏ وR هو المُستقبل (بالإنجليزية: Receiver)‏. تستعمل الحروف للشرح وهي ليست جُزءاً من الرمز. - يُحبذ إضافة معلومات لشرح عمل الدارة.                      |
| 8.10.2         |              | عازل مُكتمِل           | Complete Isolator       | - T هو المُرسِل (بالإنجليزية: Transmitter)‏ وR هو المُستقبل (بالإنجليزية: Receiver)‏. تستعمل الحروف للشرح وهي ليست جُزءاً من الرمز. - يُحبذ إضافة معلومات لشرح عمل الدارة. - النوع مفرد الغلاف. |
| 8.10.3         |              | -                    | -                       | مثال تطبيقي: مصباح مُشع حراري ومُحوِّل مُوصِل ضوئي متناظر. |
| 8.10.4         |              | -                    | -                       | مثال تطبيقي: ثنائي مساري باعث للضوء وترانزستور ضوئي. |

## ثايرترون الحالة الصلبة
| الرقم التسلسلي | أيقونة الرمز | الاسم باللغة العربية | الاسم باللغة الإنكليزية | ملاحظات |
| -------------- | ------------ | -------------------- | ----------------------- | ------- |
| 8.11.1         |              | متوازن               | Balanced                | -       |
| 8.11.2         |              | غير متوازن           | Unbalanced              | -       |

## الهوامش
1. يُستعمل هذا الرمز مع الثايرستورات ثنائية الاتجاه. تُميَّز النهايات الطرفية بترقيم الركائز وجعل الأرقام أدلةً سفلى للنص، مثلاً: T1.
2. أبعاد هذا الرسم مغايرة للأبعاد القياسية، أي 100x100 بكسل، وهي 100x118 بكسل.
3.أبعاد هذا الرسم مغايرة للأبعاد القياسية وهي 100x130 بكسل.
4. أبعاد هذا الرسم مغايرة للأبعاد القياسية وهي 100x135 بكسل.

## وصلات خارجية
- صفحة المعيار على موقع معهد مهندسي الكهرباء والإلكترونيات.(التسجيل مطلوب)